# Immanuel Lembcke
Immanuel Lembcke (født 5. april 1854 i Haderslev, død 10. februar 1932) var en dansk officer. Han var søn af Edvard Lembcke og far til Cay Lembcke.
Lembcke blev officer i fodfolket 1875 og gjorde både som premierløjtnant og som kaptajn, hvortil han forfremmedes 1890, tjeneste i Generalstaben og Livgarden. Lembcke blev oberstløjtnant 1903 og vendte derefter tilbage til Generalstaben, hvor han 1906-10 virkede som stabschef ved 1. Generalkommando. Han var 1907 blevet oberst og avancerede 1910 til generalmajor og kommandant i København. I denne stilling forblev han til 1918, da han som generalløjtnant overtog posten som kommanderende general i 2. Generalkommando. Lembcke afgik i april 1923 fra sidstnævnte post og 30. september samme år fra tjenesten.